# Larissa Chouaib
Larissa Chouaib (arab. ‏لاريسا شعيب‎, ur. 1 listopada 1966) – libańska tenisistka stołowa, uczestniczka letnich igrzysk olimpijskich.
Chouaib jako jedyna reprezentowała Liban na Letnich Igrzyskach Olimpijskich 1996 w Atlancie. W fazie grupowej przegrała wszystkie trzy mecze. Jej rywalkami były Chen Jing z Chińskiego Tajpej, Chunli Li z Nowej Zelandii i Alessia Arisi z Włoch. Ostatecznie została sklasyfikowana na 49. miejscu.
Chouaib ma ukraińskie pochodzenie. Jej mężem jest nauczyciel wychowania fizycznego Yahia Chouaib.